# Wojciech Kurpiewski
Wojciech Sławomir Kurpiewski, född 16 februari 1966 i Nowy Dwór Mazowiecki i Masovien i Polen, död 9 oktober 2016 i Providence i Rhode Island i USA, var en polsk kanotist.
Han tog OS-silver i K-2 500 meter i samband med de olympiska kanottävlingarna 1992 i Barcelona.